# Singhalenus gibbus
Singhalenus gibbus – gatunek chrząszcza z rodziny sprężykowatych.
Owad osiąga długość 10-25 mm.
Jest to brązowy lub ciemnobrązowy, czerwonawy chrząszcz o jaśniejszych odnóżach i czułkach oraz umiarkowanie gęstym, długim (dłuższym na pronotum) owłosieniu o białawej barwie.
Cechuje się on łódkowatym, silnie wypukłym czołem, którego długość przekracza szerokość. Jego przedni brzeg jest wydatny, prosty. Czułki o nieznacznym ząbkowaniu składają się z 11 segmentów, mogą sięgać za przedplecze. 2. segment ma kształt okrągły, a 3. zaś, o wydłużonym kształcie, nie dorównuje 4. długością. Ostatni jest zwężony u koniuszka. Labrum przyjmuje kształt półeliptyczny, w przedniej części pośrodkowo zaznacza się karbowanie. Żuwaczki są wąskie. Krótkie pośrodkowe sety tworzą penicillius. Prementum, jak i postmentum pokrywają sety; to ostatnie posiada tylko dwie długie sety, resztę zaś umiarkowanych rozmiarów. Przednie skrzydła wypukłe, zwężone w dystalnej ⅓. Przedplecze o długości większej od szerokości. Samiec posiada wydłużony Aedagus (o krótkiej części pośrodkowej).
Na goleniach widnieją niewielkie ostrogi. Scutellum kształtu pentagonalnego jest wydłużone.
Badany materiał pochodził z Indii.